# Aylin Vatankoş
Aylin Vatankoş (ur. w 1970 w Izmirze) – turecka piosenkarka, reprezentantka Turcji w 37. Konkursie Piosenki Eurowizji w 1992 roku.

## Kariera muzyczna
W 1992 roku Aylin Vatankoş wzięła udział w krajowych eliminacjach eurowizyjnych, do których zgłosiła się z utworem „Yaz bitti”. 21 marca wystąpiła w finale selekcji i zajęła pierwsze miejsce po zdobyciu największej liczby głosów od jurorów, dzięki czemu została reprezentantką Turcji w 37. Konkursie Piosenki Eurowizji organizowanym w Malmö. 9 maja wystąpiła w finale imprezy zajmując dziewiętnaste miejsce z 17 punktami na koncie.
W 1995 roku ukazała się jej debiutancka płyta studyjna zatytułowana Çözemedim.
W listopadzie 2010 roku wydała drugi album studyjny zatytułowany Yeniden.

## Dyskografia

### Albumy studyjne
- Çözemedim (1995)
- Yeniden (2010)